# مشروع تكنولوجيا المعلومات النظيفة
مشروع تكنولوجيا المعلومات النظيفة هو مشروع بدأه الاتحاد الأوربي عبر الإنترنت، بهدف الحد والتثبيط من الإرهاب والأنشطة غير القانونية عبر الإنترنت. يهدف إلى إنشاء وثيقة تلزم صناع الإنترنت بمساعدة الحكومات على اكتشاف المحتوى الذي يحرض على أعمال الإرهاب. المساعدون الرئيسيون الذين نفذوا هذا المشروع هم هولندا وألمانيا والمملكة المتحدة وبلجيكا وإسبانيا. هناك العديد من أعضاء الاتحاد الأوروبي الداعمين مثل المجر ورومانيا ومؤخراً إيطاليا.

## الأهداف
كما هو مذكور في موقع المشروع، فإن أهداف مشروع تكنولوجيا المعلومات النظيفة تشمل:
1. الشروع في حوار عام وخاص بشأن الأنشطة غير القانونية على الإنترنت، وخاصة الأنشطة الإرهابية. الهدف هو مراعاة المصالح العامة والخاصة للمشروع بحيث يكون لدى الطرفين الدافع المناسب عند الانخراط فيه. بالإضافة إلى ذلك، يهدف هذا إلى تحديد فهم واضح ومشترك لماهية الإرهاب عبر الإنترنت والفئات التي ينطوي عليها من خلال الحوار العام والخاص.
2. وضع مجموعة من الإرشادات العامة بين القطاعين العام والخاص عند إدارة التهديدات الإرهابية عبر الإنترنت. لا يتمثل هدف المشروع في وضع بيان تشريعي صارم بشأن الإرهاب عبر الإنترنت بل في تقديم مجموعة من الإرشادات والمفاهيم لكل من الحكومة والشركات الخاصة بشأن الإرهاب عبر الإنترنت.
3. التأكيد على مجموعة من الإجراءات التي تقلل في النهاية من تأثير الإرهابيين على الإنترنت. تُعرض هذه الإجراءات على القطاعين العام والخاص كمبادئ توجيهية، وليس بالضرورة مجموعة من القواعد. يجوز لكلا الطرفين تنفيذ التدابير المشار إليها طواعية لصالحهم.[2]

## التاريخ
قبل إنشاء الإنترنت، كانت نفاذية المعلومات بين الوسائط محدودة بالمسافة. ومع ذلك، منذ التحديث والتطوير المستمر لهذا المورد، نحن الآن قادرون على التواصل مع الناس في جميع أنحاء العالم عن طريق بضع نقرات وضغطات على المفاتيح. بينما رأينا العديد من الفوائد من خلال إنشاء الإنترنت، أدى هذا الامتداد بالحرية أيضًا إلى العديد من الانتكاسات، والتي يسعى مشروع تكنولوجيا المعلومات النظيفة إلى حلها. يهتم المشروع بأسلوب خاص بالهجمات الإرهابية المحتملة. يمكن الحصول على سهولة الوصول إلى الأفراد والشركات، وتسخير كميات كبيرة من المعلومات، والتلاعب بالأنظمة من هذا المصدر المشترك، ولهذه الأسباب الرئيسية، قطعت أوروبا خطوات واسعة في جعل رؤيتها لتكنولوجيا الإنترنت النظيفة حقيقة واقعية.
جرت صياغة هذا المشروع من خلال حوار مفتوح بين الشركات الخاصة والجهات الحكومية التي بدأت في يونيو 2011 وانتهت في مارس 2013. اشتملت عمليته على ستة اجتماعات في أمستردام ومدريد وبروكسل وبرلين وأوترخت وفيينا، إذ قام فريق المشروع بتسهيل المحادثة من أجل تكنولوجيا المعلومات النظيفة. شارك في هذا الحوار أكثر من 110 مشاركًا ممثلين عن كل من الحكومة والشركات الخاصة وكذلك خبراء وأكاديميين في المجالات ذات الصلة. بمجرد إجراء مراجعة للوثيقة بعد كل اجتماع، تصدر الوثيقة لعامة الناس من أجل النظر في آرائهم أيضًا. صدرت النسخة النهائية من الوثيقة في 21 يناير 2013، تضمنت تحليلاً مفصلاً للأنشطة الإرهابية عبر الإنترنت وتسعة مبادئ توجيهية عامة.

## المقاومة
يخشى العديد من الأفراد أن تستمر أعمال هذا المشروع في النمو وربما تقيد استخدام الإنترنت. يتطلب المشروع من مستخدمي الإنترنت استخدام أسمائهم الحقيقية في جميع الاتصالات عبر الإنترنت ومعاقبة الأفراد لربطهم بـ «محتوى إرهابي»، دون التمييز بين البحث عن أغراض تعليمية أو خبيثة.  يشعر العديد من الجماعات والأفراد الناشطين بقلق عميق بشأن نطاق قدرات الحكومة في مراقبة عامة الناس. إذا كان الماضي مؤشرًا، فإن مشروع تكنولوجيا المعلومات النظيفة سيواجه معارضة إذا كان مجتمع الإنترنت يتحد مع احتجاج عالمي، مثل الذي نجح في إيقاف اتفاقية مكافحة التزوير التجارية. أثارت وثيقة جرى تسريبها مؤخرًا مخاوف من انحراف المبادرة عن أهدافها الأولية المتمثلة في مكافحة الأنشطة غير القانونية والإرهاب عبر الإنترنت.  أثار نهجهم الغامض وواسع النطاق تجاه الأمن عبر الإنترنت قلقًا بشأن حرية الإنترنت بالإضافة إلى تفاني المشروع في الدفاع عن القانون. تكشف الوثيقة المسربة عن تدابير من شأنها أن تسمح بإزالة المحتوى القانوني والعديد من العوامل الأخرى بما في ذلك تنفيذ أنظمة الحجب.  هناك أيضًا مسألة مشاركة الشركات الخاصة في معادلة هذه الاتفاقية في مشروع تكنولوجيا المعلومات النظيفة حيث تتدخل مصالحهم الشخصية أيضًا في هذه القضية.
تضمنت الوثيقة المسربة المقترحات التالية:
- إزالة أي تشريع يمنع تصفية/ مراقبة اتصالات الإنترنت للموظفين.
- يجب أن تكون سلطات تنفيذ القانون قادرة على إزالة المحتوى دون اتباع الإجراءات الرسمية التي تتطلب عمالة كثيفة للإشعار والعمل.
- توفير روابط «عن قصد» لـ محتوى إرهابي (لا تشير المسودة إلى المحتوى الذي حكمت المحكمة بأنه غير قانوني، ولكن «محتوى إرهابي» غير محدد بشكل عام) سيكون جريمة تمامًا مثل العمل الإرهابي.
- الدعامة القانونية لقواعد «الاسم الحقيقي» لمنع الاستخدامات المجهولة للخدمات عبر الإنترنت.
- يتحمل مقدمو خدمات الإنترنت المسؤولية عن عدم بذل جهود «معقولة» لاستخدام التكنولوجيا لتحديد استخدمات الإنترنت لأغراض إرهابية «غير محددة».
- يجب أن تتحمل الشركات التي توفر أنظمة تصفية للمستخدم النهائي وعملائها مسؤولية عدم الإبلاغ عن نشاط «غير قانوني» جرى تحديده بواسطة عامل التصفية.
- يجب أيضًا تحميل العملاء المسؤولية عن إرسال تقرير «عند علمهم» بمحتوى غير قانوني.
- يجب على الحكومات استخدام فائدة مزودي خدمات الإنترنت كمعيار لمنح العقود العامة.
- يتعارض الاقتراح الخاص بقوائم الحظر مع بعضها البعض، فمن ناحية، يقدم تفاصيل شاملة لكل جزء من المحتوى غير القانوني والمراجع القضائية، ولكن بعد ذلك يقول إن المالك يمكنه الاستئناف (على الرغم من أنه إذا كان هناك بالفعل حكم قضائي، فستكون العملية القانونية مطبقة بالفعل في نهايته) وأن الفلترة تستند إلى «ناتج» هيئة تنظيم المحتوى المقترحة، «المؤسسة الاستشارية الأوروبية».
- يجب تنفيذ أنظمة الحظر أو «التحذير» من خلال منصات وسائل التواصل الاجتماعي - بطريقة ما سيكون من غير القانوني تقديم خدمة أنترنت «غير مراقبة» إلى «الأشخاص الإرهابيين»، مع «تحذير» المستخدم النهائي أنه يصل إلى محتوى غير قانوني.
- يجب الحفاظ على سرية هوية الأفراد الذين يبلغون عن (ربما) محتوى غير قانوني... ومع ذلك يجب تسجيل عنوان IP الخاص بهم للسماح بمقاضاتهم إذا اشتبه في أنهم يبلغون عن محتوى قانوني عمدًا وللسماح بمعالجة تقارير المخبرين الموثوق بهم بسرعة أكبر.
- يجب على الشركات تنفيذ عوامل تصفية التحميل لمراقبة المحتوى الذي يجري تحميله للتأكد من أن المحتوى الذي جرت إزالته -أو المشابه لما جرت إزالته- لا يُعاد تحميله.
- يقترح أنه لا ينبغي إزالة المحتوى في جميع الحالات ولكن «حظره» (أي جعل الوصول إلى مزود الاستضافة غير ممكن - وليس «محظورًا» بمعنى مزود الوصول)، وفي حالات أخرى، تركه متاحًا عبر الإنترنت ولكن مع إزالة اسم النطاق.

### المجهولون
في 12 سبتمبر 2012، أدلت مجموعة القراصنة ذات الشهرة العالمية «المجهولون» (بالإنجليزية: Anonymous) ببيان في مقطع فيديو على الإنترنت يشير إلى معارضتهم لمشروع تكنولوجيا المعلومات النظيفة. سلطوا الضوء على غموض مفهوم «الإرهاب السيبراني» وإمكانية قيام الحكومة بتحريف تعريف هذا المصطلح من أجل فرض الرقابة على استخدام الإنترنت في المنزل.